# جون غودمان
جون غودمان (بالإنجليزية: John Goodman)‏ ممثل أمريكي من مواليد 20 يونيو 1952، حاصل على جائزة الغولدن غلوب 1993 لأفضل ممثل تلفزيوني في عمل كوميدي أو موسيقي عن دوره في مسلسل روزان، كما حصل على جائزة الإيمي 2007 لأفضل ممثل ضيف شرف عن دوره في مسلسل إستوديو 60 على شريط الغروب , قام بتأدية صوت سالي سوليفان في فيلم شركة المرعبين المحدودة وجامعة الوحوش , ظهر في عدة أفلام منها ليباوسكي الكبير والفنان وآرغو ورحلة طيران وداخل لوين ديفيس.

## مواقع خارجية
- جون غودمان على موقع IMDb (الإنجليزية)
- جون غودمان على موقع ميتاكريتيك (الإنجليزية)
- جون غودمان على موقع الموسوعة البريطانية (الإنجليزية)
- جون غودمان على موقع روتن توميتوز (الإنجليزية)
- جون غودمان على موقع مونزينجر (الألمانية)
- جون غودمان على موقع قاعدة بيانات الأفلام العربية
- جون غودمان على موقع ألو سيني (الفرنسية)
- جون غودمان على موقع ميوزك برينز (الإنجليزية)
- جون غودمان على موقع ميوزك برينز (الإنجليزية)
- جون غودمان على موقع تيرنر كلاسيك موفيز (الإنجليزية)